# Église de l'Immaculée-Conception d'Allentown
Pour les articles homonymes, voir église de l’Immaculée-Conception et sanctuaire Notre-Dame-de-Guadalupe.
L’église de l’Immaculée-Conception est une église située à Allentown dans l’État de Pennsylvanie aux États-Unis. L’Église catholique la rattache à deux de ses juridictions : le diocèse d’Allentown pour les fidèles de l’Église latine,, et l’éparchie de Newton pour les catholiques melchites, pour lesquels elle est une mission (outreach), depuis 2016 ; avant cette date, la mission, installée là depuis quinze ans, dépendait de l’éparchie de Newark des Syriaques,.
La Conférence des évêques catholiques des États-Unis a désigné l’église « sanctuaire national Notre-Dame-de-Guadalupe » en 1974 — soit entre la première définition de « sanctuaire national » communiquée aux ordinaires en 1956 et la définition actuelle du Code de droit canonique de 1983 —, et elle semble avoir conservé cette dénomination en application du point 1 des Normes pour la désignation des sanctuaires nationaux de la conférence épiscopale.

## Historique

### Contexte et première église
Le catholicisme se développe à partir de 1837 en Pennsylvanie, une région d’immigration « allemande » — on utilise de nos jours le terme de Pennsylvania Dutch pour parler des protestants —, grâce aux missionnaires jésuites installés à l’église du Saint-Sacrement de Bally (alors Churchville).
Un terrain est acheté en 1856, et un prêtre nommé le 22 juin 1857 par Jean Népomucène Neumann, alors évêque de Philadelphie. La construction débute le 8 août 1857, et l’église est bénie le 25 octobre. Une mission des Rédemptoristes est installée, d’immigrés « allemands » et irlandais.
Des terrains adjacents sont achetés par la paroisse. En 1866, des tensions apparaissent entre les deux communautés, et les germanophones s’installent dès qu’ils le peuvent sur North Fourth Street, formant une congrégation du Sacré-Cœur ; les immigrés irlandais leur rachètent les terrains.

### Église actuelle et sanctuaire
Le prêtre qui exerce entre 1870 et 1874 lance la construction d’une nouvelle église, mais la Grande Dépression interrompt le chantier plusieurs années. Avant la fin du siècle[Quand ?] cependant, l’église et le presbytère sont achevés. Sont ensuite ajoutés une école paroissiale et un couvent.
David B. Thompson (en), prêtre de 1968 à 1974, adapte l’église à Vatican II. Lorsque la conférence épiscopale américaine annonce chercher un lieu où placer un « sanctuaire national Notre-Dame-de-Guadalupe », Thompson propose la paroisse ; elle est désignée en décembre 1974,,,.
Avant 1980, l’église est adaptée au rôle de sanctuaire, avec notamment l’ajout d’une copie de Notre-Dame de Guadalupe,. Des travaux d’accessibilité sont également effectués en 1998 ainsi que l’ajout d’une chapelle, probablement pour mise en conformité avec le statut de sanctuaire national.